# Johannes Schroth (Architekt)
Johannes Schroth (* 18. Dezember 1859 in Jöhlingen bei Karlsruhe; † 23. November 1923 während einer Dienstreise in der Nähe von Offenburg) war ein deutscher Architekt. Als Mitarbeiter in der Bauverwaltung des katholischen Erzbistums Freiburg entwarf er zwischen 1890 und 1915 zahlreiche Kirchen in Baden, er vollzog dabei den Übergang vom Historismus zum Jugendstil.

## Leben
Schroths Vater war Zimmerer. Sein Architekturstudium absolvierte er an der Technischen Hochschule Karlsruhe und der Technischen Hochschule Charlottenburg. Auch ohne akademischen Abschluss wurde er 1884 Mitarbeiter am Erzbischöflichen Bauamt in Mosbach. 1888 arbeitete er nochmals für ein Jahr in Berlin, bevor er ab 1889 zunächst Mitarbeiter am Erzbischöflichen Bauamt in Karlsruhe wurde und dann ab 1893 dessen Leiter. Hier war er für die vielen Kirchenbauten verantwortlich, die in der Zeit der Industrialisierung Badens durch die Bevölkerungsexplosion in den Großstädten notwendig wurden. Zunächst vertrat er den Historismus mit einer Vorliebe für romanische Formen. Beispiele für neugotische Bauten sind seltener. Sein Ziel war aber nicht die Nachahmung historischer Vorbilder, sondern schöpferischer Umgang mit historischer Architektur unter der Berücksichtigung der konkreten Situation der örtlichen Umgebung. Ab 1905 wendete er sich aber moderneren Baustilen, wie dem Jugendstil, zu und verzichtete zunehmend auf schmückendes historisierendes Beiwerk.

## Bauten

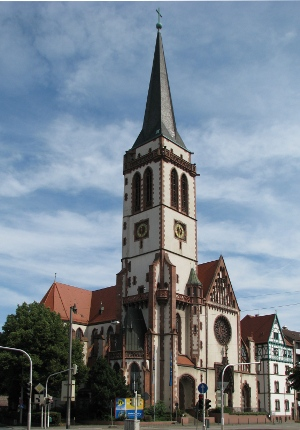
Liebfrauenkirche Mannheim

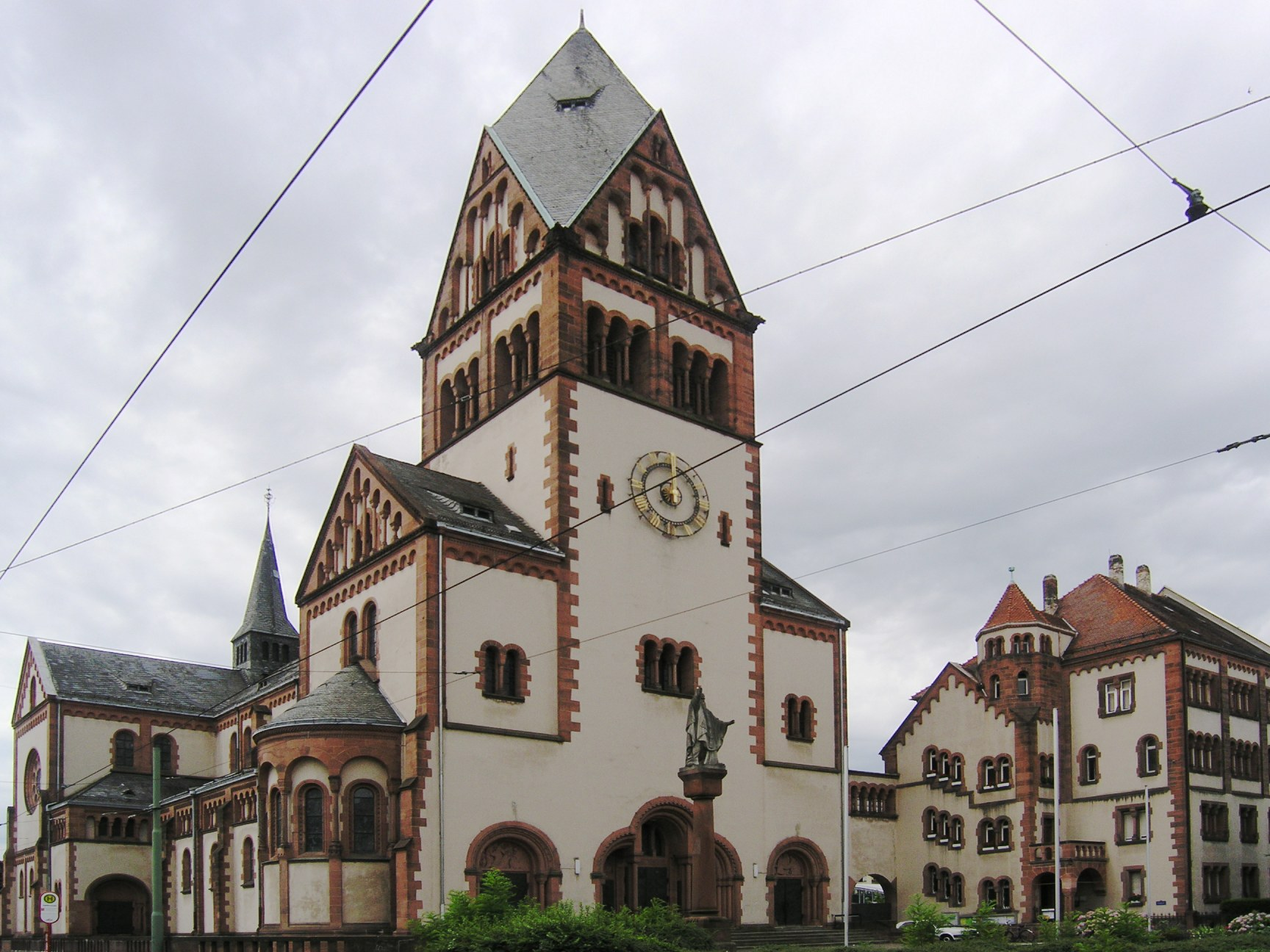
Bonifatiuskirche Karlsruhe

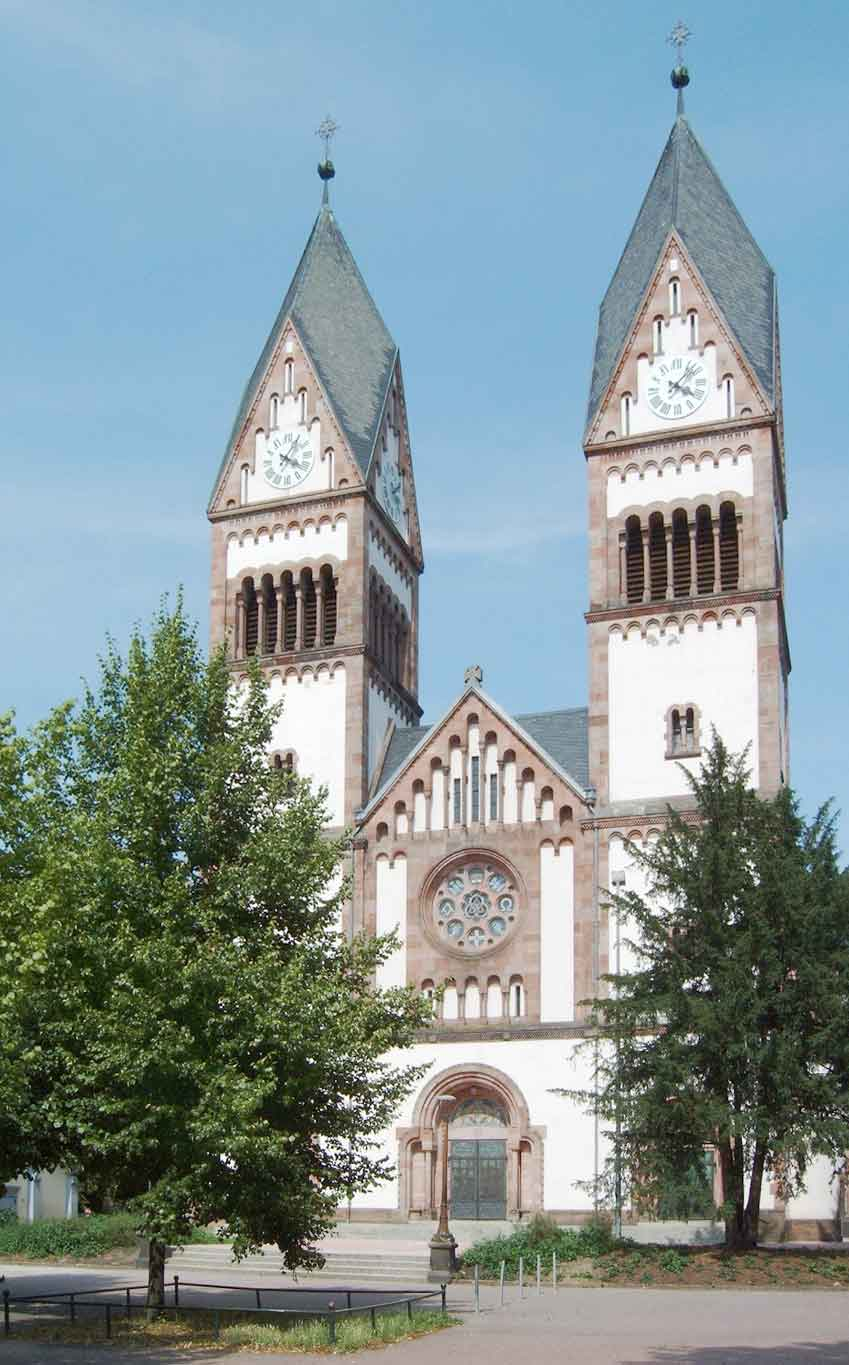
Dreifaltigkeitskirche Offenburg

- Achern-Oberachern: Kirche St. Stefan, erbaut 1903/05 im neuromanischen Stil unter Beibehaltung des teilweise aus dem Mittelalter stammenden Turmes.
- Achern-Wagshurst: Kirche St. Johannes der Täufer, erbaut 1899 im neuromanischen Stil
- Sinzheim: neugotische Pfarrkirche St. Martin, erbaut zwischen 1898 und 1900
- Karlsruhe: Verwaltungsgebäude des Katholischen Oberstiftungsrats, heute Dienstgebäude der Polizei, Beiertheimer Allee 16, 1902
- Mannheim-Jungbusch: Liebfrauenkirche
- Bischweier: Kuratiekirche St. Anna; Die neugotische Kirche wurde zwischen 1899 und 1900 erbaut.
- Kuppenheim: Pfarrkirche St. Sebastian; Die große neugotische Stadtpfarrkirche wurde 1902 bis 1905 unter Einbeziehung eines älteren Kirchturms erbaut. Sie erhielt die Form eines lateinischen Kreuzes mit einem hohen Querschiff.
- Herz-Jesu-Kirche (Ettlingen); Sie entstand außerhalb der Altstadt in neuromanischen Formen aus Sandstein. Am 21. Juni 1902 wurde der Grundstein gelegt und am 24. Juni 1906 die Kirche durch Erzbischof Thomas Nörber geweiht. Die Säulenbasilika hat den Grundriss eines lateinischen Kreuzes. Der mächtige, von einem hohen Spitzhelm bekrönte Frontturm ist über 70 Meter hoch. Bei der großen Renovierung von 1964/65 wurde die originale Ausstattung weitgehend zerstört.
- Kappelrodeck: Neubau der neugotischen Pfarrkirche St. Nikolaus 1902 bis 1907
- Karlsruhe: Die Pfarrkirche St. Bonifatius mit Pfarrhaus in der Weststadt wurde von 1904 bis 1908 in historisierendem Stil mit vereinzelten Jugendstil-Elementen erbaut.
- Bickesheim: Die Wallfahrtskirche Maria Bickesheim in Durmersheim wurde in den Jahren 1905 bis 1908 unter der Leitung Schroths renoviert bzw. teilweise neu gebaut.
- Offenburg: Dreifaltigkeitskirche. Die Kirche wurde 1906 bis 1908 im Stil einer romanischen Basilika gebaut. Sie hat die Form einer Basilika mit Querschiff, wobei der Sparsamkeit wegen nur Chor, Seitenschiffe und Empore eingewölbt sind, das Hochschiff aber mit einer Holzdecke versehen wurde. Aus dem gleichen Grund hat man auf eine Verkleidung der Außenwand mit Haustein verzichtet und nur Verputz verwendet. Das Gebäude mit seinen beiden wuchtigen, rund fünfzig Meter hohen Türmen bestimmt das Straßenbild der Offenburger Oststadt. Die Kirche hat eine Gesamtlänge von 60 Metern und bot ursprünglich bis zu 1300 Personen Platz. Sie wurde am 18. Oktober 1908 durch Weihbischof Friedrich Justus Heinrich Knecht eingeweiht.
- Ottersweier: Pfarrkirche St. Johannes der Täufer; Die neugotische Kirche wurde 1906 bis 1909 erbaut. Der romanische südliche Chorturm und der gotische Chor der Vorgängerkirche wurden in die Doppelturmfassade des Neubaus integriert. Im Untergeschoss des Turmes blieb der romanische Chor erhalten, vier Ecksäulen tragen hier ein Kreuzbandgewölbe. Der spätgotische Chor bildet nun die Eingangshalle, sein dreiseitiger Schluss ragt in das Langhaus des neugotischen Gotteshauses. Anstelle des alten Langhauses entstand der Vorplatz der Kirche. Für die dörfliche Umgebung ist eine ungewöhnlich große und repräsentative dreischiffige Basilika aus roten Sandsteinquadern mit Querhaus entstanden. Die Türme werden von einer umlaufenden Maßwerkgalerie mit Eckwarten und schlanken, achtseitigen Helmen bekrönt.
- Karlsruhe-Daxlanden: Heilig-Geist-Kirche; Die Pfarrkirche mit angeschlossenem Pfarrhaus wurde nach Vorplanungen seit 1906 in den Jahren 1910 bis 1912 an der Stelle eines früheren Friedhofs östlich des alten Dorfes erbaut. Sie ist aufgrund ihrer städtebaulichen Dominanz das Wahrzeichen von Daxlanden. Die dreischiffige neuromanische Basilika ist von großen Ausmaßen und hat eine offene Vorhalle, Kapellenanbauten, eine halbrund geschlossene Apsis und einen ungewöhnlich hoch aufragendem Turm an der Chorflanke. Der lediglich verputzte, ornamentlose Baukörper zeichnet sich nicht durch Stilzitate, sondern durch seine vereinfachend-monumentalisierende Gestalt aus. Deutlich ist hier Schroths Versuch, den historisierenden katholischen Kirchenbau den zeitgenössischen Stiltendenzen der Jahre vor dem Ersten Weltkrieg zu öffnen.

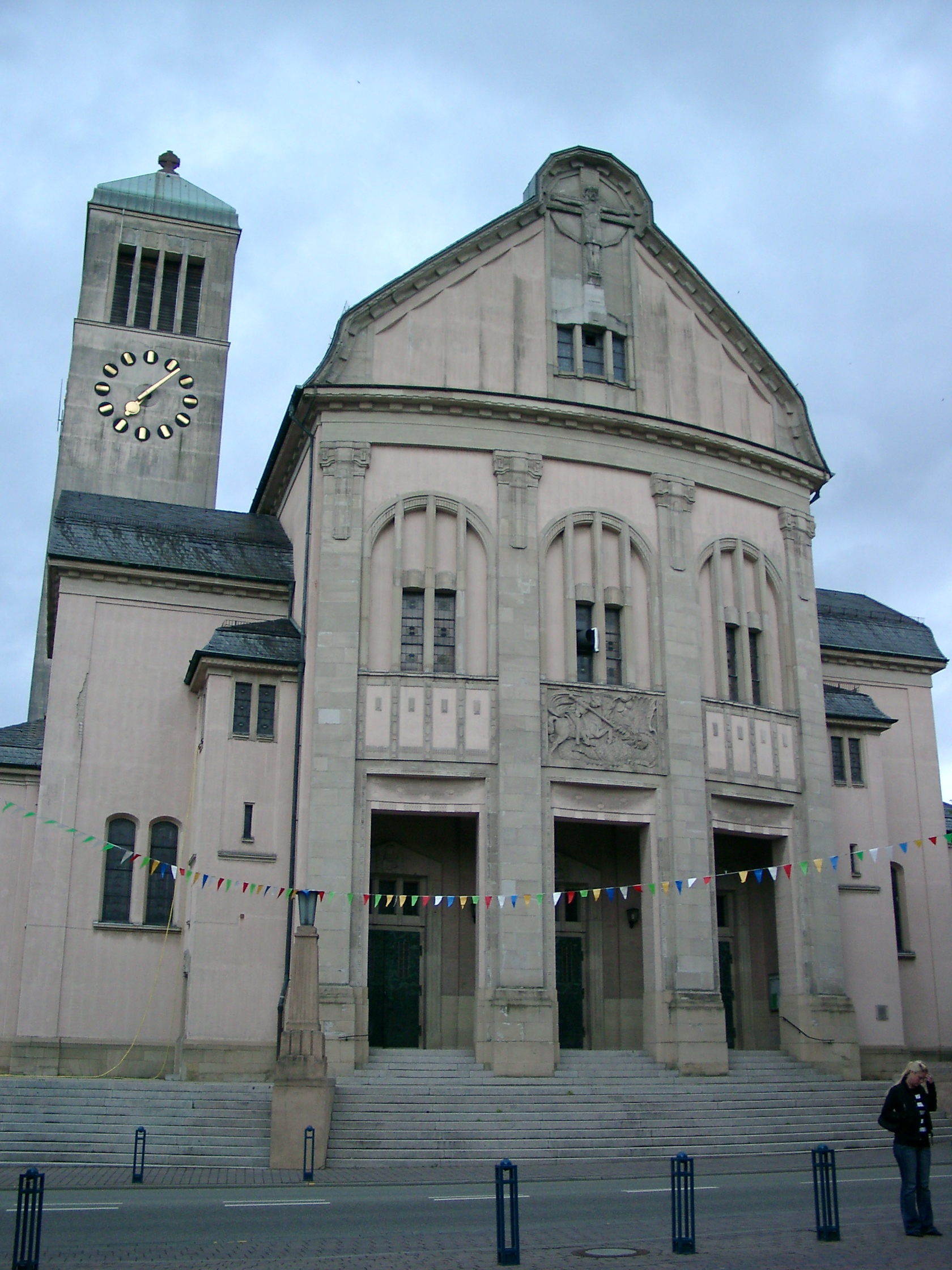
Katholische Kirche Hockenheim

- Hockenheim: Pfarrkirche St. Georg; Diese große Kirche wurde 1909 bis 1911 erbaut und am 15. Oktober 1911 durch Erzbischof Thomas Nörber geweiht. Sie ist von der späten Epoche des Jugendstils geprägt, wo asymmetrische Figuren und Flächen, aber auch geometrische Figuren zur Ausschmückung an Friesen, Wänden, Deckenpartien und Pfeilern benutzt werden. Grundmuster in dieser Kirche ist die gekappte Raute, überall zu sehen, auch als Steinintarsie in Bandform im Fußboden des Chores, in Holz geschnitzt an den Kirchenbänken und den Beichtstühlen. Die Raute ist ebenfalls an den kupferbeschlagenen Eingangstüren und an der Fassade zu sehen. Der Turm ist 60 Meter hoch.
- Kehl: Die Kirche St. Johannes Nepomuk wurde 1914, am Tag des Ausbruchs des Ersten Weltkriegs, eingeweiht. Im Zweiten Weltkrieg wurde sie stark beschädigt und bis 1953 wiederhergestellt. Der auffallend hohe Turm mit seinen 56 Metern, der neuromanische Baustil mit seinen wuchtigen Bögen, das bemalte Giebelfeld („Christi Himmelfahrt“) an der Fassade geben dem Bauwerk in unmittelbarer Nähe zu einem Altrheinarm einen imposanten Eindruck. Mit dem danebenstehenden Pfarrhaus bildet die Kirche eine „malerische Baugruppe“, wie es Johannes Schroth schätzte. Der Gesamteindruck des Innenraumes ist in seinen Proportionen stimmig und harmonisch. Über dem Hochaltar ist der Kirchenpatron, der Brückenheilige St. Johannes Nepomuk (1350–1593), dargestellt.
- Gengenbach: Die Mutterhauskirche der Franziskanerinnen in Gengenbach wurde von 1913 bis 1915 erbaut. Nach einem grundlegenden Umbau 1968 wurde die Kirche 1999/2000 restauriert und in der ursprünglichen neobarocken Ausgestaltung wiederhergestellt.

Weitere Bauten:
- Achern-Großweier, Pfarrkirche St. Martin
- Baden-Baden, Pfarrkirche St. Bernhard
- Baden-Baden-Steinbach, St. Jakobus
- Bühl, Friedrichsbau[1]
- Bühl-Neusatz, Pfarrkirche St. Karl Borromäus
- Eppingen-Elsenz, Pfarrkirche Hl. Dreifaltigkeit
- Gaggenau, Pfarrkirche St. Joseph
- Gaggenau-Hörden, Pfarrhaus St. Johannes Nepomuk[2]
- Gaggenau-Ottenau, Pfarrkirche St. Jodokus
- Gernsbach-Obertsrot, Pfarrkirche Herz Jesu
- Gernsbach-Reichental, Pfarrkirche St. Mauritius
- Hambrücken, Pfarrkirche St. Remigius
- Karlsdorf, Erweiterung der Pfarrkirche St. Jakobus
- Ketsch, Pfarrkirche St. Sebastian
- Muggensturm, Pfarrkirche Maria Königin der Engel
- Nordrach, Pfarrkirche St. Ulrich
- Oberderdingen-Flehingen, Pfarrkirche St. Martin
- Odenheim, Erweiterung der Pfarrkirche St. Michael
- Pforzheim-Dillweißenstein, Liebfrauenkirche
- Reilingen, Pfarrkirche St. Wendelin
- Haslach im Kinzigtal, Erweiterung der Pfarrkirche St. Arbogast
- Weingarten, Pfarrkirche St. Michael
- Rauenberg, Pfarrkirche St. Peter und Paul
- Sinzheim-Kartung, Filialkirche Maria Hilfe der Christen